# Margarita de Bourbon de Parme
Margarita Maria Beatriz prinses de Bourbon de Parme (Nijmegen, 13 oktober 1972) is de oudste dochter en het tweede kind uit het huwelijk van de Nederlandse prinses Irene van Lippe-Biesterfeld en Carlos Hugo van Bourbon-Parma. Op 2 september 1996 kreeg Margarita van haar vader de in Nederland niet erkende Parmezaanse titel gravin van Colorno. Margarita wordt officieel aangeduid met Hare Koninklijke Hoogheid Margarita prinses de Bourbon de Parme. Margarita heeft een tweelingbroer, Jaime, die één minuut na haar werd geboren.

## Bezigheden
Na de echtscheiding van haar ouders in 1981 ging Margarita, lid van de sinds 1996 in de Nederlandse adel ingelijfde familie De Bourbon de Parme, met haar moeder en broers en zusje bij haar grootouders in Baarn wonen. Later verhuisden zij naar de villa Mariënhove in Wijk bij Duurstede. Margarita studeerde culturele antropologie aan de Vrije Universiteit te Amsterdam.
Margarita was gedurende haar relatie met Edwin de Roy van Zuydewijn niet vaak te zien bij bijzondere gebeurtenissen in de koninklijke familie. Bij het huwelijk van kroonprins Willem-Alexander van Oranje-Nassau en Máxima Zorreguieta waren Margarita en haar toenmalige echtgenoot Edwin de Roy van Zuydewijn niet uitgenodigd. Dit was evenmin het geval bij de uitvaart van haar oom prins Claus. Nadat ze haar relatie met De Roy van Zuydewijn had verbroken, werd ze ondanks de perikelen uit het verleden weer door haar familie opgenomen. De eerste gelegenheid was de uitvaart van haar grootmoeder Juliana op 30 maart 2004. Vanaf dat moment was zij weer bij alle bijzondere gelegenheden aanwezig.
Sinds 2014 heeft Margarita haar eigen juwelenlijn. Zij ontwerpt juwelen waarin ze de natuur probeert weer te geven. Daarnaast is Margarita bestuurslid van Jumping Amsterdam, een ruitersportevenement. In september woont Margarita jaarlijks met haar familie De Bourbon de Parme de plechtigheden bij in Parma en Piacenza.

## Huwelijk en gezin
Margarita trouwde op 19 juni 2001 te Amsterdam met Edwin de Roy van Zuydewijn. Op 22 september werd het kerkelijk huwelijk gesloten in het Franse Auch. Het huwelijk, waaruit geen kinderen zijn geboren, werd op 8 november 2006 ontbonden door echtscheiding. De inschrijving hiervan vond plaats op 28 februari 2007.
Margarita trouwde op 3 mei 2008 met Tjalling Siebe ten Cate (Dordrecht, 23 december 1975), jurist bij De Nederlandsche Bank. Uit het huwelijk zijn twee kinderen geboren:
- Julia Carolina Catharina (Amsterdam, 3 september 2008)[6]
- Paola Cecilia Laurentien (Den Haag, 25 februari 2011).

In februari 2023 maakte het stel publiek uit elkaar te gaan, maar dat die beslissing al "een tijd geleden" genomen was.

## Margarita-affaire
In 2003 speelde zich een reeks gebeurtenissen af die bekend werd onder de naam "Margarita-affaire". In dat jaar was Margarita samen met haar toenmalig echtgenoot met grote regelmaat in het nieuws. Het echtpaar gaf een uitgebreid interview aan het weekblad HP/De Tijd dat dit in afleveringen publiceerde en was meermalen op televisie te zien. Ze beschuldigden het Koninklijk Huis en de AIVD van afluisterpraktijken en kondigden aan een omvangrijke schadeclaim te zullen indienen wegens het dwarsbomen van Fincentives, het bedrijf van De Roy van Zuydewijn. Vervolgens bleek dat het Kabinet der Koningin inderdaad de AIVD had ingezet om nieuwe leden van de koninklijke familie te onderzoeken, zonder dat dit aan de premier was gemeld. Door de verantwoordelijkheid voor het Kabinet van de Koningin onder te brengen bij het ministerie van Algemene Zaken kwam aan deze mogelijkheid een einde. De AIVD wist overtuigend te ontkrachten dat het echtpaar was afgeluisterd. Volgens Margarita waren zij afgeluisterd door een microfoontje in de lambrisering van het kantoor van de directeur-generaal van de Rijksvoorlichtingsdienst Eef Brouwers. Deze toonde op de televisie aan dat Margarita de kop van een schroefje abusievelijk had aangezien voor een afluistermicrofoon.
Op 8 januari 2004 presenteerden de advocaten van Margarita en De Roy van Zuydewijn bij de rechtbank te Den Haag een lijst met getuigen die zij wilden horen, onder wie haar grootvader Bernhard en haar vader Carlos Hugo. De rechtbank verwierp dit verzoek op 5 februari 2004.

## Kwartierstaat
| Robert I van Bourbon-Parma (1848-1907) | Robert I van Bourbon-Parma (1848-1907) | Robert I van Bourbon-Parma (1848-1907) | Robert I van Bourbon-Parma (1848-1907) | Robert I van Bourbon-Parma (1848-1907) | Robert I van Bourbon-Parma (1848-1907) | Maria Antonia van Bragança (1862-1959) | Maria Antonia van Bragança (1862-1959) | Maria Antonia van Bragança (1862-1959) | Maria Antonia van Bragança (1862-1959) | Maria Antonia van Bragança (1862-1959)   | Maria Antonia van Bragança (1862-1959)   |                                          |                                          | Marie Louis Gabriel Georges de Bourbon-Busset, graaf van Lignières (1860-1932) | Marie Louis Gabriel Georges de Bourbon-Busset, graaf van Lignières (1860-1932) | Marie Louis Gabriel Georges de Bourbon-Busset, graaf van Lignières (1860-1932) | Marie Louis Gabriel Georges de Bourbon-Busset, graaf van Lignières (1860-1932) | Marie Louis Gabriel Georges de Bourbon-Busset, graaf van Lignières (1860-1932) | Marie Louis Gabriel Georges de Bourbon-Busset, graaf van Lignières (1860-1932) | Marie Jeanne de Kerret de Quillien (1866-1958)       | Marie Jeanne de Kerret de Quillien (1866-1958)       | Marie Jeanne de Kerret de Quillien (1866-1958) | Marie Jeanne de Kerret de Quillien (1866-1958) | Marie Jeanne de Kerret de Quillien (1866-1958) | Marie Jeanne de Kerret de Quillien (1866-1958) |  |  | Bernhard van Lippe (1872-1934)   | Bernhard van Lippe (1872-1934)   | Bernhard van Lippe (1872-1934)   | Bernhard van Lippe (1872-1934)   | Bernhard van Lippe (1872-1934)             | Bernhard van Lippe (1872-1934)             | Armgard von Cramm (1883-1971)              | Armgard von Cramm (1883-1971)              | Armgard von Cramm (1883-1971)              | Armgard von Cramm (1883-1971)              | Armgard von Cramm (1883-1971)       | Armgard von Cramm (1883-1971)       |                                     |                                     | Hendrik van Mecklenburg-Schwerin (1876–1934) | Hendrik van Mecklenburg-Schwerin (1876–1934) | Hendrik van Mecklenburg-Schwerin (1876–1934) | Hendrik van Mecklenburg-Schwerin (1876–1934) | Hendrik van Mecklenburg-Schwerin (1876–1934) | Hendrik van Mecklenburg-Schwerin (1876–1934) | Wilhelmina der Nederlanden (1880–1962) | Wilhelmina der Nederlanden (1880–1962) | Wilhelmina der Nederlanden (1880–1962) | Wilhelmina der Nederlanden (1880–1962) | Wilhelmina der Nederlanden (1880–1962) | Wilhelmina der Nederlanden (1880–1962) |  |  |  |  |  |  |  |  |  |  |  |  |  |  |  |  |  |  |  |  |  |  |  |  |  |  |  |  |  |  |  |  |  |  |  |  |  |  |  |  |  |  |  |  |  |  |  |  |
| Robert I van Bourbon-Parma (1848-1907) | Robert I van Bourbon-Parma (1848-1907) | Robert I van Bourbon-Parma (1848-1907) | Robert I van Bourbon-Parma (1848-1907) | Robert I van Bourbon-Parma (1848-1907) | Robert I van Bourbon-Parma (1848-1907) | Maria Antonia van Bragança (1862-1959) | Maria Antonia van Bragança (1862-1959) | Maria Antonia van Bragança (1862-1959) | Maria Antonia van Bragança (1862-1959) | Maria Antonia van Bragança (1862-1959)   | Maria Antonia van Bragança (1862-1959)   |                                          |                                          | Marie Louis Gabriel Georges de Bourbon-Busset, graaf van Lignières (1860-1932) | Marie Louis Gabriel Georges de Bourbon-Busset, graaf van Lignières (1860-1932) | Marie Louis Gabriel Georges de Bourbon-Busset, graaf van Lignières (1860-1932) | Marie Louis Gabriel Georges de Bourbon-Busset, graaf van Lignières (1860-1932) | Marie Louis Gabriel Georges de Bourbon-Busset, graaf van Lignières (1860-1932) | Marie Louis Gabriel Georges de Bourbon-Busset, graaf van Lignières (1860-1932) | Marie Jeanne de Kerret de Quillien (1866-1958)       | Marie Jeanne de Kerret de Quillien (1866-1958)       | Marie Jeanne de Kerret de Quillien (1866-1958) | Marie Jeanne de Kerret de Quillien (1866-1958) | Marie Jeanne de Kerret de Quillien (1866-1958) | Marie Jeanne de Kerret de Quillien (1866-1958) |  |  | Bernhard van Lippe (1872-1934)   | Bernhard van Lippe (1872-1934)   | Bernhard van Lippe (1872-1934)   | Bernhard van Lippe (1872-1934)   | Bernhard van Lippe (1872-1934)             | Bernhard van Lippe (1872-1934)             | Armgard von Cramm (1883-1971)              | Armgard von Cramm (1883-1971)              | Armgard von Cramm (1883-1971)              | Armgard von Cramm (1883-1971)              | Armgard von Cramm (1883-1971)       | Armgard von Cramm (1883-1971)       |                                     |                                     | Hendrik van Mecklenburg-Schwerin (1876–1934) | Hendrik van Mecklenburg-Schwerin (1876–1934) | Hendrik van Mecklenburg-Schwerin (1876–1934) | Hendrik van Mecklenburg-Schwerin (1876–1934) | Hendrik van Mecklenburg-Schwerin (1876–1934) | Hendrik van Mecklenburg-Schwerin (1876–1934) | Wilhelmina der Nederlanden (1880–1962) | Wilhelmina der Nederlanden (1880–1962) | Wilhelmina der Nederlanden (1880–1962) | Wilhelmina der Nederlanden (1880–1962) | Wilhelmina der Nederlanden (1880–1962) | Wilhelmina der Nederlanden (1880–1962) |  |  |  |  |  |  |  |  |  |  |  |  |  |  |  |  |  |  |  |  |  |  |  |  |  |  |  |  |  |  |  |  |  |  |  |  |  |  |  |  |  |  |  |  |  |  |  |  |
|                                        |                                        |                                        |                                        |                                        |                                        |                                        |                                        |                                        |                                        |                                          |                                          |                                          |                                          |                                                                                |                                                                                |                                                                                |                                                                                |                                                                                |                                                                                |                                                      |                                                      |                                                |                                                |                                                |                                                |  |  |                                  |                                  |                                  |                                  |                                            |                                            |                                            |                                            |                                            |                                            |                                     |                                     |                                     |                                     |                                              |                                              |                                              |                                              |                                              |                                              |                                        |                                        |                                        |                                        |                                        |                                        |  |  |  |  |  |  |  |  |  |  |  |  |  |  |  |  |  |  |  |  |  |  |  |  |  |  |  |  |  |  |  |  |  |  |  |  |  |  |  |  |  |  |  |  |  |  |  |  |
|                                        |                                        |                                        |                                        | Xavier van Bourbon-Parma (1889-1977)   | Xavier van Bourbon-Parma (1889-1977)   | Xavier van Bourbon-Parma (1889-1977)   | Xavier van Bourbon-Parma (1889-1977)   | Xavier van Bourbon-Parma (1889-1977)   | Xavier van Bourbon-Parma (1889-1977)   |                                          |                                          |                                          |                                          |                                                                                |                                                                                | Marie Madeleine Yvonne de Bourbon-Busset (1898-1984)                           | Marie Madeleine Yvonne de Bourbon-Busset (1898-1984)                           | Marie Madeleine Yvonne de Bourbon-Busset (1898-1984)                           | Marie Madeleine Yvonne de Bourbon-Busset (1898-1984)                           | Marie Madeleine Yvonne de Bourbon-Busset (1898-1984) | Marie Madeleine Yvonne de Bourbon-Busset (1898-1984) |                                                |                                                |                                                |                                                |  |  |                                  |                                  |                                  |                                  | Bernhard van Lippe-Biesterfeld (1911–2004) | Bernhard van Lippe-Biesterfeld (1911–2004) | Bernhard van Lippe-Biesterfeld (1911–2004) | Bernhard van Lippe-Biesterfeld (1911–2004) | Bernhard van Lippe-Biesterfeld (1911–2004) | Bernhard van Lippe-Biesterfeld (1911–2004) |                                     |                                     |                                     |                                     |                                              |                                              | Juliana der Nederlanden (1909-2004)          | Juliana der Nederlanden (1909-2004)          | Juliana der Nederlanden (1909-2004)          | Juliana der Nederlanden (1909-2004)          | Juliana der Nederlanden (1909-2004)    | Juliana der Nederlanden (1909-2004)    |                                        |                                        |                                        |                                        |  |  |  |  |  |  |  |  |  |  |  |  |  |  |  |  |  |  |  |  |  |  |  |  |  |  |  |  |  |  |  |  |  |  |  |  |  |  |  |  |  |  |  |  |  |  |  |  |
|                                        |                                        |                                        |                                        | Xavier van Bourbon-Parma (1889-1977)   | Xavier van Bourbon-Parma (1889-1977)   | Xavier van Bourbon-Parma (1889-1977)   | Xavier van Bourbon-Parma (1889-1977)   | Xavier van Bourbon-Parma (1889-1977)   | Xavier van Bourbon-Parma (1889-1977)   |                                          |                                          |                                          |                                          |                                                                                |                                                                                | Marie Madeleine Yvonne de Bourbon-Busset (1898-1984)                           | Marie Madeleine Yvonne de Bourbon-Busset (1898-1984)                           | Marie Madeleine Yvonne de Bourbon-Busset (1898-1984)                           | Marie Madeleine Yvonne de Bourbon-Busset (1898-1984)                           | Marie Madeleine Yvonne de Bourbon-Busset (1898-1984) | Marie Madeleine Yvonne de Bourbon-Busset (1898-1984) |                                                |                                                |                                                |                                                |  |  |                                  |                                  |                                  |                                  | Bernhard van Lippe-Biesterfeld (1911–2004) | Bernhard van Lippe-Biesterfeld (1911–2004) | Bernhard van Lippe-Biesterfeld (1911–2004) | Bernhard van Lippe-Biesterfeld (1911–2004) | Bernhard van Lippe-Biesterfeld (1911–2004) | Bernhard van Lippe-Biesterfeld (1911–2004) |                                     |                                     |                                     |                                     |                                              |                                              | Juliana der Nederlanden (1909-2004)          | Juliana der Nederlanden (1909-2004)          | Juliana der Nederlanden (1909-2004)          | Juliana der Nederlanden (1909-2004)          | Juliana der Nederlanden (1909-2004)    | Juliana der Nederlanden (1909-2004)    |                                        |                                        |                                        |                                        |  |  |  |  |  |  |  |  |  |  |  |  |  |  |  |  |  |  |  |  |  |  |  |  |  |  |  |  |  |  |  |  |  |  |  |  |  |  |  |  |  |  |  |  |  |  |  |  |
|                                        |                                        |                                        |                                        |                                        |                                        |                                        |                                        |                                        |                                        | Carel Hugo van Bourbon-Parma (1930-2010) | Carel Hugo van Bourbon-Parma (1930-2010) | Carel Hugo van Bourbon-Parma (1930-2010) | Carel Hugo van Bourbon-Parma (1930-2010) | Carel Hugo van Bourbon-Parma (1930-2010)                                       | Carel Hugo van Bourbon-Parma (1930-2010)                                       |                                                                                |                                                                                |                                                                                |                                                                                |                                                      |                                                      |                                                |                                                |                                                |                                                |  |  |                                  |                                  |                                  |                                  |                                            |                                            |                                            |                                            |                                            |                                            | Irene der Nederlanden (1939)        | Irene der Nederlanden (1939)        | Irene der Nederlanden (1939)        | Irene der Nederlanden (1939)        | Irene der Nederlanden (1939)                 | Irene der Nederlanden (1939)                 |                                              |                                              |                                              |                                              |                                        |                                        |                                        |                                        |                                        |                                        |  |  |  |  |  |  |  |  |  |  |  |  |  |  |  |  |  |  |  |  |  |  |  |  |  |  |  |  |  |  |  |  |  |  |  |  |  |  |  |  |  |  |  |  |  |  |  |  |
|                                        |                                        |                                        |                                        |                                        |                                        |                                        |                                        |                                        |                                        | Carel Hugo van Bourbon-Parma (1930-2010) | Carel Hugo van Bourbon-Parma (1930-2010) | Carel Hugo van Bourbon-Parma (1930-2010) | Carel Hugo van Bourbon-Parma (1930-2010) | Carel Hugo van Bourbon-Parma (1930-2010)                                       | Carel Hugo van Bourbon-Parma (1930-2010)                                       |                                                                                |                                                                                |                                                                                |                                                                                |                                                      |                                                      |                                                |                                                |                                                |                                                |  |  |                                  |                                  |                                  |                                  |                                            |                                            |                                            |                                            |                                            |                                            | Irene der Nederlanden (1939)        | Irene der Nederlanden (1939)        | Irene der Nederlanden (1939)        | Irene der Nederlanden (1939)        | Irene der Nederlanden (1939)                 | Irene der Nederlanden (1939)                 |                                              |                                              |                                              |                                              |                                        |                                        |                                        |                                        |                                        |                                        |  |  |  |  |  |  |  |  |  |  |  |  |  |  |  |  |  |  |  |  |  |  |  |  |  |  |  |  |  |  |  |  |  |  |  |  |  |  |  |  |  |  |  |  |  |  |  |  |
|                                        |                                        |                                        |                                        |                                        |                                        |                                        |                                        |                                        |                                        |                                          |                                          |                                          |                                          |                                                                                |                                                                                |                                                                                |                                                                                |                                                                                |                                                                                |                                                      |                                                      |                                                |                                                |                                                |                                                |  |  |                                  |                                  |                                  |                                  |                                            |                                            |                                            |                                            |                                            |                                            |                                     |                                     |                                     |                                     |                                              |                                              |                                              |                                              |                                              |                                              |                                        |                                        |                                        |                                        |                                        |                                        |  |  |  |  |  |  |  |  |  |  |  |  |  |  |  |  |  |  |  |  |  |  |  |  |  |  |  |  |  |  |  |  |  |  |  |  |  |  |  |  |  |  |  |  |  |  |  |  |
|                                        |                                        |                                        |                                        |                                        |                                        |                                        |                                        |                                        |                                        |                                          |                                          |                                          |                                          |                                                                                |                                                                                |                                                                                |                                                                                |                                                                                |                                                                                |                                                      |                                                      |                                                |                                                |                                                |                                                |  |  |                                  |                                  |                                  |                                  |                                            |                                            |                                            |                                            |                                            |                                            |                                     |                                     |                                     |                                     |                                              |                                              |                                              |                                              |                                              |                                              |                                        |                                        |                                        |                                        |                                        |                                        |  |  |  |  |  |  |  |  |  |  |  |  |  |  |  |  |  |  |  |  |  |  |  |  |  |  |  |  |  |  |  |  |  |  |  |  |  |  |  |  |  |  |  |  |  |  |  |  |
|                                        |                                        |                                        |                                        |                                        |                                        |                                        |                                        |                                        |                                        |                                          |                                          | Carlos de Bourbon de Parme (1970)        | Carlos de Bourbon de Parme (1970)        | Carlos de Bourbon de Parme (1970)                                              | Carlos de Bourbon de Parme (1970)                                              | Carlos de Bourbon de Parme (1970)                                              | Carlos de Bourbon de Parme (1970)                                              |                                                                                |                                                                                | Margarita de Bourbon de Parme (1972)                 | Margarita de Bourbon de Parme (1972)                 | Margarita de Bourbon de Parme (1972)           | Margarita de Bourbon de Parme (1972)           | Margarita de Bourbon de Parme (1972)           | Margarita de Bourbon de Parme (1972)           |  |  | Jaime de Bourbon de Parme (1972) | Jaime de Bourbon de Parme (1972) | Jaime de Bourbon de Parme (1972) | Jaime de Bourbon de Parme (1972) | Jaime de Bourbon de Parme (1972)           | Jaime de Bourbon de Parme (1972)           |                                            |                                            | Carolina de Bourbon de Parme (1974)        | Carolina de Bourbon de Parme (1974)        | Carolina de Bourbon de Parme (1974) | Carolina de Bourbon de Parme (1974) | Carolina de Bourbon de Parme (1974) | Carolina de Bourbon de Parme (1974) |                                              |                                              |                                              |                                              |                                              |                                              |                                        |                                        |                                        |                                        |                                        |                                        |  |  |  |  |  |  |  |  |  |  |  |  |  |  |  |  |  |  |  |  |  |  |  |  |  |  |  |  |  |  |  |  |  |  |  |  |  |  |  |  |  |  |  |  |  |  |  |  |

- Library of Congress Control Number: n2004044718
- Virtual International Authority File: 16616398
- WorldCat: E39PBJfcMmKK46CX3CgKwbyTpP